# تونی (فیلم)
تونی (فرانسوی: Toni‎) یک فیلم درام فرانسوی به کارگردانی ژان رنوآر است که در سال ۱۹۳۵ منتشر شد. از بازیگران آن می‌توان به ادوار دلمون اشاره کرد.